# Kojuun du Baï-Taïga
La kojuun du Baï-Taïga (en touvain : Бай-Тайга кожууну, Bay-Tayga kojuunu ; en russe : Бай-Тайгинский кожуун, Baï-Taïguinski kojuun) est une des 16 kojuuns (touvain : кожуун, « bannière ») de la république de Touva, au sein de la fédération de Russie.

## Géographie
Le chef-lieu de la province est Teeli (en) (touvain : Тээли). Le lac Kara-Khol se trouve dans la kojuun.